# (20357) Shireendhir
(20357) Shireendhir (1998 HP147) – planetoida z pasa głównego asteroid okrążająca Słońce w ciągu 4,57 lat w średniej odległości 2,75 j.a. Odkryta 23 kwietnia 1998 roku.